# Les Molières
Les Molières és un municipi francès, situat al departament de l'Essonne i a la regió de Illa de França. L'any 2007 tenia 1.825 habitants.
Forma part del cantó de Gif-sur-Yvette, del districte de Palaiseau i de la Comunitat de comunes del País de Limours.

## Demografia

### Població
El 2007 la població de fet de Les Molières era de 1.825 persones. Hi havia 596 famílies, de les quals 88 eren unipersonals (40 homes vivint sols i 48 dones vivint soles), 168 parelles sense fills, 272 parelles amb fills i 68 famílies monoparentals amb fills.
La població ha evolucionat segons el següent gràfic:
Habitants censats

### Habitatges
El 2007 hi havia 643 habitatges, 607 eren l'habitatge principal de la família, 18 eren segones residències i 18 estaven desocupats. 593 eren cases i 45 eren apartaments. Dels 607 habitatges principals, 527 estaven ocupats pels seus propietaris, 71 estaven llogats i ocupats pels llogaters i 9 estaven cedits a títol gratuït; 14 tenien una cambra, 12 en tenien dues, 58 en tenien tres, 89 en tenien quatre i 434 en tenien cinc o més. 539 habitatges disposaven pel capbaix d'una plaça de pàrquing. A 173 habitatges hi havia un automòbil i a 414 n'hi havia dos o més.

### Piràmide de població
La piràmide de població per edats i sexe el 2009 era:
| Homes | Edats   | Dones |
| ----- | ------- | ----- |
| 0     | 95 o +  | 0     |
| 0     | 90 a 94 | 8     |
| 4     | 85 a 89 | 8     |
| 0     | 80 a 84 | 4     |
| 12    | 75 a 79 | 20    |
| 16    | 70 a 74 | 8     |
| 28    | 65 a 69 | 40    |
| 40    | 60 a 64 | 32    |
| 52    | 55 a 59 | 40    |
| 116   | 50 a 54 | 96    |
| 64    | 45 a 49 | 68    |
| 80    | 40 a 44 | 72    |
| 44    | 35 a 39 | 60    |
| 44    | 30 a 34 | 44    |
| 56    | 25 a 29 | 44    |
| 64    | 20 a 24 | 52    |
| 64    | 15 a 19 | 56    |
| 72    | 10 a 14 | 84    |
| 68    | 5 a 9   | 60    |
| 32    | 0 a 4   | 36    |

## Economia
El 2007 la població en edat de treballar era de 1.255 persones, 860 eren actives i 395 eren inactives. De les 860 persones actives 823 estaven ocupades (430 homes i 393 dones) i 37 estaven aturades (21 homes i 16 dones). De les 395 persones inactives 105 estaven jubilades, 148 estaven estudiant i 142 estaven classificades com a «altres inactius».

### Ingressos
El 2009 a Les Molières hi havia 639 unitats fiscals que integraven 1.899,5 persones, la mediana anual d'ingressos fiscals per persona era de 30.945 €.

### Activitats econòmiques
Dels 62 establiments que hi havia el 2007, 2 eren d'empreses alimentàries, 1 d'una empresa de fabricació d'altres productes industrials, 10 d'empreses de construcció, 8 d'empreses de comerç i reparació d'automòbils, 2 d'empreses de transport, 2 d'empreses d'hostatgeria i restauració, 5 d'empreses d'informació i comunicació, 2 d'empreses financeres, 2 d'empreses immobiliàries, 19 d'empreses de serveis, 6 d'entitats de l'administració pública i 3 d'empreses classificades com a «altres activitats de serveis».
Dels 9 establiments de servei als particulars que hi havia el 2009, 2 eren tallers de reparació d'automòbils i de material agrícola, 3 guixaires pintors, 1 lampisteria, 1 electricista, 1 perruqueria i 1 restaurant.
Dels 2 establiments comercials que hi havia el 2009, 1 era una botiga de menys de 120 m² i 1 una fleca.
L'any 2000 a Les Molières hi havia 5 explotacions agrícoles.

## Equipaments sanitaris i escolars
L'únic equipament sanitari que hi havia el 2009 era una farmàcia.
El 2009 hi havia 1 escola maternal i 1 escola elemental.

## Poblacions més properes
El següent diagrama mostra les poblacions més properes.